# Пронзительный (миноносец)
«Пронзи́тельный» («Беркут») — миноносец типа «Сокол».

## История службы
Миноносец «Пронзительный» заложен в рамках программы постройки миноносцев типа «Сокол» для русского флота. В 1900–1907 годах проходил службу на Балтийском море. Входил в состав Второй Тихоокеанской эскадры, но из-за поломок вернулся в Россию из Средиземного моря. 6 сентября 1907 года начался перевод «Пронзительного» в Баку совместно с миноносцем «Пылкий» для усиления Каспийской флотилии. Миноносцы прошли по Мариинской водной системе из Петербурга до Астрахани и 11 октября прибыли в Баку. В 1908 году котлы «Пронзительного» переделаны под нефтяное отопление.
16 июля 1911 года миноносец «Пронзительный» исключен из списков флота и подарен Московскому зоопарку. Впоследствии разобран на металл.

## Командиры
- 28.04.1903 — 13.10.1903 — капитан 2-го ранга Любимов, Павел Яковлевич
- 13.10.1903 — хх.03.1904 — лейтенант (с 01.01.1904 капитан 2-го ранга) Македонский, Павел Павлович
- 15.03.1904 — 19.04.1904 — капитан 2-го ранга Засухин, Анатолий Николаевич
- 22.09.1904 — 30.05.1905 — капитан 2-го ранга Дитерихс, Владимир Константинович
- 30.05.1905 — хх.хх.1906 — лейтенант (с 06.12.1905 капитан 2-го ранга) Хмелёв, Сергей Леонидович
- 02.04.1906 — 05.05.1908 — капитан 2-го ранга Засухин, Анатолий Николаевич
- хх.хх.1908 — хх.хх.1909 — капитан 2-го ранга Чеглоков, Константин Аполлонович
- 16.03.1909 — 10.05.1910 — старший лейтенант Стааль, Борис Фёдорович